# Eleine
Eleine es una banda sueca de metal sinfónico, formada el 2014 en Landskrona, Suecia.

## Historia
La banda fue originada por la cantante y compositora Madeleine Liljestam y recibe su nombre gracias al apodo de Madeleine "Eleine" Liljestam, lanzando su primer sencillo el mismo año, llamado Gathering Storm, tras haber reclutado a David Eriksson en batería, Sebastian Berglund en teclados y Andreas Mårtensson en bajo. El siguiente año, lanzaron su segundo sencillo, Land Beyond Sanity, para posteriormente emitir el primer álbum de estudio, bajo el mismo nombre de la banda, Eleine.
Tras dos años, la banda dejó la discográfica Cardiac Records, para lanzar el sencillo Break Take Live, en calidad de independientes. Es así que inician una gira con bandas como Moonspell y The Foreshadowing.
Un año más tarde, el 2017, Liljestam y Ekberg deciden formar su propio sello discográfico, Algoth Records, además de colaborar con Black Lodge Records y Sound Pollution Distribution. Actuaron en diversos festivales musicales, incluido Gefle Metal Festival, Svedala Rock, el Rock It Festival y Loud & Metal Mania. El mismo año realizaron una gira con W.A.S.P..
En febrero del 2018, Eleine lanzó su segundo álbum de estudio, Until the End, alcanzando la posición N°22 en las listas musicales suecas. En mayo del 2018, la banda decide agregar su segundo guitarrista, Ludwig Dante. Colaboraron el la gira Will To Power de Arch Enemy en junio del mismo año. 
El 2019, la banda continuó realizando giras en festivales. Emitieron tres singles, Enemies, Mein Herz brennt (cover de Rammstein), y All Shall Burn. El EP, también llamado All Shall Burn, alcanzó la posición N°13 en las listas musicales suecas. Para los inicios del 2020, Eleine realizó giras con la banda Myrath hasta la llegada de la pandemia del COVID-19. Posteriormente lanzaron su segundo álbum de estudio en noviembre del 2020, titulado Dancing in Hell, bajo la discográfica Lodge Records.
Actualmente la banda está contratada por la discográfica Atomic Fire Records, desde enero del 2022. En octubre del mismo año lanzaron un EP acústico, llamado Acoustic in Hell, donde interpretan ocho de sus más populares canciones.

## Miembros

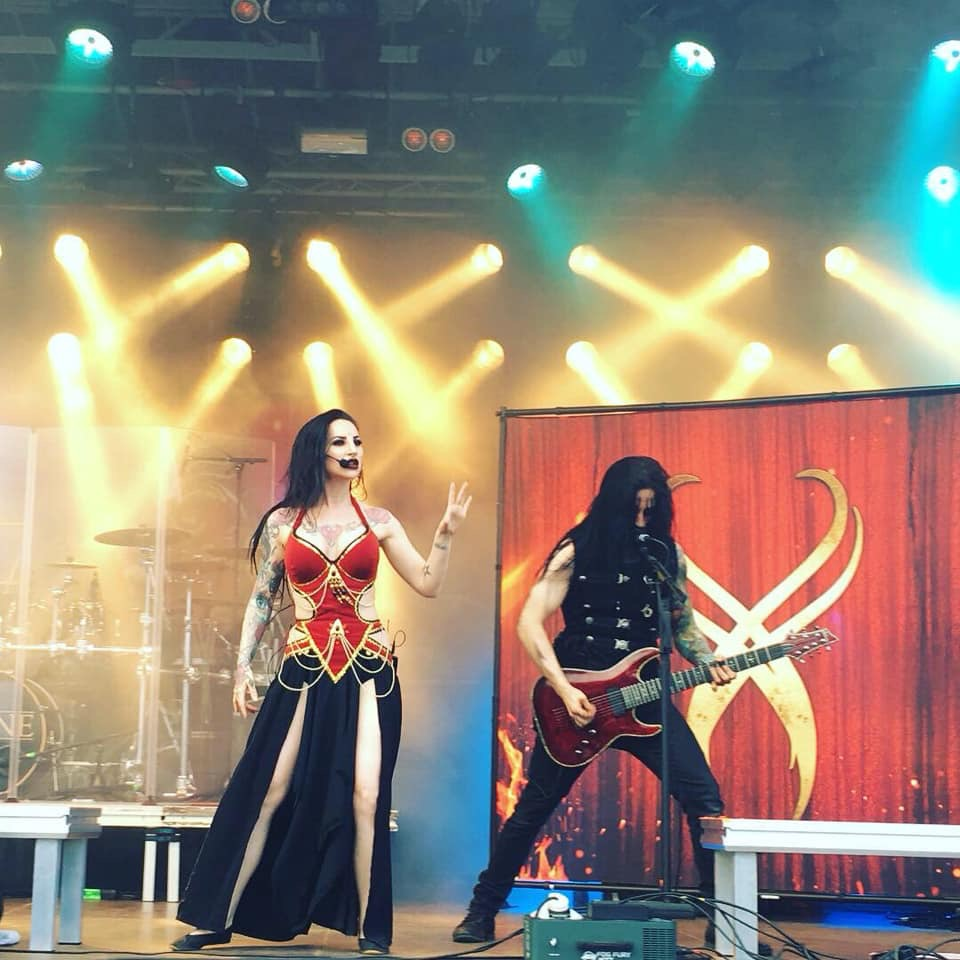
Eleine en vivo.

### Miembros actuales
- Madeleine Liljestam – Voz (2014-presente)
- Rikard Ekberg – Guitarra, voz gutural (2014-presente)
- Jesper Sunnhagen – Batería (2018-presente)

### Miembros antiguos
- Andreas Mårtensson – Bajo (2014-2018)
- David Eriksson – Batería (2014-2018)
- Sebastian Berglund - Teclados (2014-2018)
- Anton Helgesson - Bajo (2018-2021)
- Ludwig Dante - Guitarra (2018-2019)

## Discografía

### Álbumes de estudio
- Eleine (2015)
- Until the End (2018)
- Dancing in Hell (2020)

### EPs
- All Shall Burn (2019)
- Acoustic in Hell (2022)